# Semioptera
Semioptera is een geslacht van zangvogels uit de familie paradijsvogels (Paradisaeidae). Het geslacht kent één soort:
- Semioptera wallacii – Wallace' paradijsvogel